# Ackerdijk
Ackerdijk is een voormalige buurtschap in de Nederlandse gemeente Delft.
Ackerdijk lag in de Ackerdijksche Polder, ongeveer 500 meter van zowel de Delftsche Schie als de A13.
Vlak bij de voormalige buurtschap liggen de Ackerdijkse Plassen, het Ackerdijksche bos, de Ackerdijksche Weg en de Ackerdijksche brug over de A13.
De enige toegangsweg naar Ackerdijk loopt naar het westen, naar de Rotterdamse weg, die direct naast de Delftsche Schie loopt.
De Ackerdijksche Polder ligt ongeveer 2,9 meter onder NAP.